# David D. Terry
David Dickson Terry, född 31 januari 1881 i Little Rock i Arkansas, död 6 oktober 1963 i Little Rock i Arkansas, var en amerikansk demokratisk politiker. Han var ledamot av USA:s representanthus 1933–1943. Han var son till William L. Terry.
Terry studerade juridik vid University of Arkansas och inledde 1903 sin karriär som advokat i Little Rock. Han tjänstgjorde i infanteriet under första världskriget. Han var stationerad i olika militärbaser i Mellanvästern. År 1932 blev han invald i Arkansas representanthus. Kongressledamot Heartsill Ragon avgick 1933 och Terry fyllnadsvaldes till USA:s representanthus. Brooks Hays överklagade valresultatet men Terry fick behålla sitt mandat. I mellanårsvalet i USA 1942 kandiderade Terry till senaten men besegrades i primärvalet av John Little McClellan. I guvernörsvalet 1944 kom Terry på tredje plats i demokraternas primärval.
Terry avled 1963 och gravsattes på Mount Holly Cemetery i Little Rock.